# 趙弘燦
趙弘燦（？—1717年），字天英，中國清朝官員。史书中为避讳乾隆名号弘历，也写成的赵宏灿，实为赵弘灿。甘肅省寧夏衛人（今宁夏银川人）。为清朝名将赵良栋长子，胞弟赵弘燮。

## 生平
康熙十九年（1680）年，因其父赵良栋南下平定三藩之乱，特以廕生特授寧夏總兵，统帅陕甘绿营。1681年（康熙二十年），赵良栋兵进朝天关，命赵弘灿绕道攻击叛军背后。赵弘灿收复泸州、叙州、永宁，与赵良栋在夹江会师，一同攻克雅州，进而收复建昌。
先后因军功任任川北总兵、正定总兵、黄岩总兵。康熙三十八年，授浙江提督，調廣東。四十五年，授兩廣總督。在担任两广总督期间，他重视教育，资助开办多所书院，同时在广东十三行安置西方人学习汉语。清康熙四十七年(1708)两广总督赵宏灿在肇庆重新开办端溪书院，取名“天章书院”，为总督课士之所，选招两广之士肄业其中。前为讲堂，堂上为天章阁，又名掞天阁。康熙四十九年（1710），两广总督赵宏灿、即将调任浙江福建总督的广东巡抚范时崇、来粤监临乡试并将接任广东巡抚的内阁学士满丕均率先捐银，开办粤秀书院。康熙四十九年（１７１０），赵弘灿奉旨安置新到的西洋人在教堂学习，以选拔人才在朝廷任职，康熙帝一再叮嘱：“不会汉话，即到京里亦难用他。”康熙五十五年，入覲，上奏請求調回，不久授兵部尚書。康熙五十六年，前往京師，至武昌，卒於中途。諡敏恪。《清史稿》有傳。
有子赵之垣，曾任直隶巡抚。
2013年3月24日，掌政中学扩建项目一期工程现场发现清朝赵良栋家族合葬墓地，因施工方没有及时上报而被挖掘机完全破坏殆尽，仅剩下墓志铭4方。